# アドムファの庭園
『アドムファの庭園』（アドムファのていえん、原題：英: The Garden of Adompha）は、アメリカ合衆国のホラー小説家クラーク・アシュトン・スミスによる短編小説。『ウィアード・テールズ』1938年4月号に掲載された。
ヴァージル・フィンレイが挿絵を描き、WTの表紙も飾った。
ゾティークを舞台としたシリーズの一編。植物描写を得意としたスミスの極致たる一作。冒頭に「ルダルのタサイドンへの連祷」が引用されている。

## あらすじ
ゾティーク東方の巨島ソタルの、アドムファ王の庭園は、王と宮廷魔術師ドウェルラス以外の立ち入りは禁じられている。庭園が造られてから、宮廷では毒殺や禍事、2人の寵を失った者たちの失踪が相次ぎ、黒い噂が飛び交うも、実態を知る者は誰もいない。
屋根付きの庭園内を、魔術の疑似太陽が照らす。この赤い血のような球体は、魔術師がタサイドンの座する地獄から呼び出したものだという。庭園では、地獄の植物が育てられ、さらに王と魔術師は「植物に人体の器官を接ぎ木して」育てていた。切り取られ接がれた人体が、樹液を吸って成長するのである。
女奴隷トゥロネアーの手は、あらゆる性愛の技巧を知っていた。その日、彼女を眠らせ仮死状態にした王は、彼女の手を樹木に接ぎ木するよう、魔術師に命じる。曰く、「手だけ残せ、他はいらぬ」。魔術師は彼女の手首を切断してそのままなめらかに枝に接続し、それを見た王は、性の思い出あふれる手が見事に保存されたことに満悦する。胴体部は木の根元に埋めて肥料にするつもりであったが、魔術師はトゥロネアーを惜しむ。そんな魔術師の様子にふと反感を覚えた王は、思いつきのままに背後から鋤で魔術師を撲殺し、穴に2人を突き落として埋める。超人的な力を持つ魔術師を、あまりにあっけなく倒せてしまったことに、王は拍子抜けする。
やがてドウェルラスの失踪が話題となるも、有益な厄介払いだったために、民は安堵を示す。はたしてアドムファ王と魔王タサイドンのどちらのお陰だろうか、意見は真っ二つに別れたが、どちらにせよ恐るべき妖術師を消してくれたことによって、両者はかつてないほどに恐れられ尊敬を集める。
ある夜、庭園に入ったアドムファを、植物と融合した人体が取り囲む。制御球体は輝きと発熱を増して、キメラ植物たちを活性化させる。ドウェルラスを始めとする犠牲者たちの人体部位は、復讐の念を以てアドムファを掴み引き裂く。惨劇が行われる中、ドウェルラスは皮肉を効かせ、トゥロネアーのほっそりとした指にだけは、王を愛撫させていた。

## 主な登場人物
- アドムファ - ソタルの王。
- ドウェルラス - 闇と邪悪に通じ、1000年生きていると言われる妖術師。アドムファの共犯者であり、庭園を管理する。
- トゥロネアー - 女奴隷。アドムファの愛人。性愛の技巧に熟達する。
- タサイドン - 大悪魔。七つの地獄を支配するという。

## 収録
- 『ゾティーク幻妖怪異譚』創元推理文庫、大瀧啓裕訳
- 『魔術師の帝国1 ゾシーク篇』ナイトランド叢書、安田均訳「アドンファの園」
- 『呪われし地』アーカム・ハウス叢書、小倉多加志訳「アドンパの庭園」